# チャンドラ・シェーカル
チャンドラ・シェカール（1927年4月17日 - 2007年7月8日、英: Chandra Shekhar）は、インドの政治家で、1990年11月10日から1991年6月21日まで第8代インドの首相を務めた。彼はこれまで政府の公職に就いたことがない初のインド首相であった。

## 経歴
チャンドラ・シェカールは1927年4月17日、ウッタル・プラデーシュ州バリヤの村に生まれた。彼はアラハバード大学に通い、1950 年に政治学の修士号を取得した。卒業後、社会主義政治に積極的に参加した。
シェカールは1962年4月3日に独立候補者としてウッタル・プラデーシュ州のラージャ・サバ州議員に選出され、1968年4月2日に任期を終えた。その後、1968年4月3日から1968年4月3日までウッタル・プラデーシュ州のラージャ・サバ州議員に2回再選された。 1974年4月2日および1974年4月3日から1980年4月2日まで在職した。
シェカールは1990年11月11日に首相に就任し、1991年6月21日に首相を退任した。
シェカールは多発性骨髄腫を患っており、5月からニューデリーのアポロ病院に入院していたが2007年7月8日に亡くなった。